# Bandeira de Cacoal
A bandeira de Cacoal é um dos símbolos oficiais do município de Cacoal.

## História
Os símbolos cívicos do município foram escolhidos em concurso público promovido pela Secretaria Municipal de Educação e Cultura no ano de 1983 e homologados pela Lei Municipal nº 114/87, sancionada em 24 de abril e publicada no dia 29 de abril de 1987 nº 225 do Jornal "Tribuna Popular".

## Características
Seu desenho consiste em um retângulo dividido longitudinalmente em três faixas de igual largura nas cores verde, banco e verde. No centro está um círculo em ouro em cujo centro está outro círculo azul no qual está inserida uma estrela branca de cinco pontas circundada por dois ramos de café.

## Simbolismo
A estrela branca no círculo central azul significa, igualmente ao brasão, a estrela contida na bandeira estadual, simbolizando a integração existente entre o estado de Rondônia e o município de Cacoal. O azul do círculo central tem o especial significado de representar o potencial hídrico que banha o município. Dentro do círculo branco, a cor universal da paz, à esquerda, um ramo de café e à direita, um ramo de cacau, produtos agrícolas responsáveis pelo fortalecimento de Cacoal.  
Dentro do círculo amarelo, cuja cor simboliza o potencial mineral existente no solo e no subsolo, está o nome de Cacoal.  
Tanto na parte superior como na parte inferior, existem dois retângulos verdes, simbolizando o potencial agrícola e extrativo, bem como a grande floresta que ainda existe na região. 